# Boarmia leucanthes
Boarmia leucanthes är en fjärilsart som beskrevs av Turner 1947. Boarmia leucanthes ingår i släktet Boarmia och familjen mätare. Inga underarter finns listade i Catalogue of Life.